# Palanzano
Palanzano est une commune de la province de Parme, dans la région Émilie-Romagne, en Italie.

## Administration
| Période                                  | Période  | Identité      | Étiquette | Qualité |
| ---------------------------------------- | -------- | ------------- | --------- | ------- |
| 4 juin 2004                              | En cours | Carlo Montali |           |         |
| Les données manquantes sont à compléter. |          |               |           |         |

### Hameaux
Caneto, Isola, Lalatta, Nirone, Pratopiano, Ranzano, Ruzzano, Selvanizza, Trevignano, Vaestano, Vairo, Valcieca, Zibana.

### Communes limitrophes
Corniglio, Monchio delle Corti, Neviano degli Arduini, Tizzano Val Parma, Ventasso, Vetto.